# Oeroes-Martan
Oeroes-Martan (Russisch: Урус-Мартан, Oeroes-Martan; Tsjetsjeens: ХІахІа-Марта; Xjaxja-Marta) is een stad in het centrale deel van de Russische autonome republiek Tsjetsjenië op het zuiden van de Tsjetsjeense Vlakte aan de rivier Martan (stroomgebied van de Terek) op 31 kilometer ten zuidwesten van Grozny. Het is het bestuurlijk centrum van het district Oeroes-Martanovski en staat onder jurisdictie van de republiek. De plaats had 39.982 inwoners bij de Russische volkstelling van 2002. In 2005 werd het aantal inwoners geschat op 55.500. De stad is het centrum van de omringende landbouwregio en er zijn verscheidene bedrijven uit de voedselsector gevestigd. Het is een belangrijk kruispunt van wegen en kreeg in 1990 de status van stad.

## Demografie
| Ontwikkeling van het inwoneraantal |        |        |        |        |
| Jaar                               | 1979   | 1989   | 2002   | 2010   |
| Bevolking                          | 27.900 | 32.800 | 40.000 | 49.000 |